# Робітна книжка
Роб́ітна кн́ижка (роб́ітна кн́ига) — вид шкільної навчальної літератури у середині 1920-х — першій половині 1930-х років, який виконував функції підручника і практичного посібника. Синоніми: Роб́оча кн́ижка, Роб́оча кн́ига.

## Історія створення та методичні особливості
Робітна книжка з'являється в Україні у межах шкільної реформи 1920-х років. Відповідно до цієї реформи зміст освіти визначався на засадах комплексності , а в педагогіку вводилися активні методи навчання — Дальтон-план, проєктні технології в навчанні, та інші. Відтак в Україні почала діяти комплексна система навчання .  а навчальні програми (теми-комплекси) будувалися за принципом синтетичного узагальнення всього навчального матеріалу за схемою: «Природа» — «Людина» — «Праця і суспільство». Кардинальні зміни у структурі навчальної літератури у 1920-х роках були викликані, насамперед, прагненням ліквідувати основну ваду старого підручника — відрив його змісту від досягнень науки.
Робітна книжка мала наблизити навчальний матеріал до життя. Офіційно це визначалося такими положеннями: «підручник — засіб праці учня», «підручник — робоча книга». Підручник перестає бути книгою для формального засвоєння, книгою для навчання «від А до Я». 
Автори концепції реформи освіти вважали, що головне завдання полягає в самостійній роботі учня не над книгою, а над тими явищами живого світу, навколишнього середовища, які відповідають темі цього підручника. 

## Із робітної книжки «Живе слово»
У передмові до Робітної книжки з української мови (Дога В. «Живе слово», 1928) читаємо: «Книжка „Живе слово“ й має на меті прислужитися вчителеві та учневі в справі розвитку дитячої мови, в ролі підручної робочої книжки, тобто такої, що не стільки дає готовий матеріял, щоб розроблювати його, або висновки, щоб їх засвоювати, як претендує бути чинником, який разом з иншими чинниками організує педпроцес, допомагаючи учневі й учитетлеві вибрати найдоцільнішу форму праці й відповідно її скерувати. …Увесь матеріял кожної книжки відповідає дидактичному матеріялові комплексових тем, що їх подано в „Порадникові“  Головсоцвиху…». 

## Робочий зошит як додаток до робітної книжки
З деяких навчальних предметів (переважно фізика, хімія) паралельно з робітними книжками вчені-педагоги розробляли також робочі зошити. Прикладами таких навчальних матеріалів з фондів Педагогічного музею України є робочі зошити з фізики С.Піндіча (Харків, 1929).  Зошити представлені трьома випусками, що розгортають комплексну тему «Обробна та видобувна промисловість». Робочий зошит був індивідуальним навчальним посібником, про що зазначалося на його титулі (вказувалося прізвище та ім'я учня, група навчання). Робота із зошитом привчала учнів правильно та охайно вести записи і розрахунки, планувати етапи експерименту, опрацьовувати його результати, оцінювати точність вимірювань, виконувати малюнки та аналізувати їх. В робочому зошиті було спеціальне місце для запису результатів опрацювання навчальної літератури, а також було подано кількість годин, що виділяється на опрацювання кожної теми. Це було дуже важливо для вчителя, оскільки в комплексних програмах не встановлювався розподіл часу в годинах на вивчення того чи іншого предмета.
Варто зазначити, що окремі робітні книги (здебільшого посібники для початкової школи)  містили додатки з дидактичним матеріалом. Це могли бути літери, склади, цифри, малюнки тощо. Вчитель розрізав заготівки на частини і отримував готовий роздатковий матеріал для заняття. Прикладом такої робітної книги є буквар Л. Деполович (Харків, 1931). 

## Значення робітної книжки в історії освіти
Використання робітної книжки як виду навчальної літератури тривало недовго. Вже в середині 1930-х рр. завершується процес реформування системи освіти в СРСР, змінюється політика уряду і, відповідно, припиняється поступальний процес вітчизняного підручникотворення. Деякі робітні книжки потрапляють під заборону, а їх автори зазнають репресій. Однак, попри все, робітна книга залишила помітний слід в історії вітчизняного підручникотворення і сьогодні може стати у пригоді розробникам навчальної літератури для Нової української школи.